# 13 (Black-Sabbath-Album)
13 ist das 19. und letzte Studioalbum der britischen Heavy-Metal-Band Black Sabbath. Es erschien in Europa am 7. Juni 2013 bei Vertigo Records, in den USA und Kanada am 11. Juni 2013 bei Republic Records und im Rest der Welt am 10. Juni 2013 bei Vertigo. 13 ist das erste und letzte Studioalbum der Band seit 1995 (Forbidden). Zudem ist es das erste Black-Sabbath-Studioalbum seit Never Say Die! von 1978, auf dem Ozzy Osbourne singt und am Songwriting beteiligt ist. Produziert wurde das Album von Rick Rubin.

## Vorgeschichte
Nach der Veröffentlichung von Forbidden beendete Tony Iommi die Zusammenarbeit mit allen beteiligten Musikern, um 1997 mit Ozzy Osbourne und Geezer Butler auf der Ozzfest-Tour 1997 zu touren. Dabei saß Mike Bordin am Schlagzeug. Wenig später kam der Originalschlagzeuger Bill Ward zurück zur Band und Black Sabbath spielten somit zum ersten Mal seit 1979 wieder in Originalbesetzung. Aus diesen Konzerten entstand das Live-Album Reunion, das 1998 erschien. Neben den Liveaufnahmen enthielt es auch Studioaufnahmen von zwei neuen Liedern, Selling My Soul und Psycho Man, die beide von Osbourne und Iommi geschrieben worden waren. Ursprünglich hatte die Band geplant, ein vollständiges neues Studioalbum aufzunehmen. Da Bill Ward im Zuge der Vorbereitungen zur Reunion-Tournee einen Herzinfarkt erlitt, kam dies allerdings nicht zustande.
Danach folgte eine Schaffenspause bis 2005, in der Black Sabbath keine Konzerte spielten. Über ein neues Album wurde in dieser Zeit nicht gesprochen. Nachdem 2007 eine Kompilation namens The Dio Years erschien, auf der die bekanntesten Lieder aus der Zeit mit Ronnie James Dio als Sänger enthalten waren, spielten Dio, Tony Iommi, Geezer Butler und Vinny Appice unter dem Bandnamen Heaven and Hell einige Konzerte. Dieses Projekt setzte sich fort und so erschien 2009 das Album The Devil You Know. Jedoch verstarb Dio 2010 nach kurzer Krankheit an Magenkrebs, woraufhin Spekulationen um eine endgültige Wiedervereinigung der Band in Originalbesetzung aufkamen.
Am 16. August 2011 wurde das Gerücht verbreitet, dass die Originalbesetzung für eine Wiedervereinigung zurückgekehrt sei. Obwohl Tony Iommi dies auf seiner Internetpräsenz dementierte, gab er einen Tag später ein Statement ab, das eine Wiedervereinigung nicht hundertprozentig ausschloss. Für den 11. November 2011 wurde eine wichtige Nachricht angekündigt, die dann in Form einer Videobotschaft auf YouTube verbreitet wurde: Die Urbesetzung hatte ihre Wiedervereinigung für lange Zeit verschwiegen und plante für 2012 ein neues Studioalbum sowie eine Welttournee.
Anfang 2012 wurde allerdings bekannt, dass Tony Iommi an Krebs erkrankt sei, woraufhin die Tournee vorerst verschoben wurde. Um die Fans nicht zu enttäuschen, sollten stattdessen Ozzy & Friends (u. a. mit Zakk Wylde und Slash) auftreten. Für die Konzerte, bei denen auch Sabbath-Bassist Geezer Butler spielen sollte, war auch ein Black-Sabbath-Set angekündigt. Im Februar 2012 vermeldete zudem Schlagzeuger Bill Ward seinen Ausstieg aus der Band. Über die Gründe veröffentlichte er eine Stellungnahme auf seiner Homepage. Drei Konzerte fanden 2012 dennoch statt: ein Konzert in der Heimatstadt Birmingham am 19. Mai, eines auf dem Download-Festival in Donington Park und das dritte in den USA beim Lollapalooza-Festival. Bei diesen Auftritten saß Tommy Clufetos am Schlagzeug. Danach begab sich die Band ins Studio.

## Das Album
Im Januar 2013 wurde das Album auf Juni 2013 terminiert. Es trägt den schlichten Titel 13. Außerdem gab die Band bekannt, dass Brad Wilk von Rage Against the Machine darauf Schlagzeug spielen werde.
Am 5. April 2013 wurde das Albumcover bereits im Voraus gezeigt. Es ist relativ einfach gestaltet und zeigt eine brennende „13“ unter freiem Himmel. Der Trailer wurde mit Teilen des Liedes God Is Dead? unterlegt.
Ende Oktober 2015 wurde von der Band bekannt gegeben, dass es kein neues Album geben werde. Demzufolge ist 13 das letzte Studioalbum von Black Sabbath.

## Titelliste
Disc 1
1. End of the Beginning (8:06)
2. God Is Dead? (8:52)
3. Loner (5:00)
4. Zeitgeist (4:38)
5. Age of Reason (7:01)
6. Live Forever (4:47)
7. Damaged Soul (7:52)
8. Dear Father (7:20)

Bonus-Disc
1. Methademic (5:58)
2. Peace of Mind (3:41)
3. Pariah (5:35)
4. Naïveté in Black (3:50), als Bonus-Track in den USA bei „Best Buy Exclusive“[9] und in Deutschland bei Saturn erhältlich.

## Formate
Das Album wurde in verschiedenen Fassungen veröffentlicht:
- Standard CD: Einzel-CD mit dem Studioalbum
- Deluxe 2-CD Set: Enthält eine zusätzliche Bonus-CD mit Audiomaterial
- Vinyl: LP mit dem Studioalbum
- Super Deluxe Box Set: enthält das Studioalbum als CD und LP, die Bonus-CD sowie eine DVD mit der Dokumentation Black Sabbath – The Re-union sowie fünf Behind-the-scenes-Videos, eine Download-Karte für ein exklusives Interview, exklusive Fotos und handgeschriebene Liedtexte

## Rezeption
David Rybol von undergrounded.de bewertet das Album als „ein starkes Album, welches viele Ozzy, Tony und Geezer sicherlich nicht mehr zugetraut hätten“ und zählt 13 „zu den starken Metalalben des Jahres 2013“ (Bewertung mit 8,0 von 10 Punkten).
Bei Allmusic wurde das Album ebenfalls positiv aufgenommen und mit 4,5 von 5 Punkten bewertet.
13 wurde von den Redakteuren der deutschen Musikzeitschrift Visions auf Platz 11 der besten Alben 2013 gewählt.

## Verkaufszahlen und Auszeichnungen
| Land/Region                  | Auszeichnungen für Musikverkäufe (Land/Region, Auszeichnung, Verkäufe) | Verkäufe |
| ---------------------------- | ---------------------------------------------------------------------- | -------- |
| Brasilien (PMB)              | Platin                                                                 | 40.000   |
| Deutschland (BVMI)           | Platin                                                                 | 200.000  |
| Kanada (MC)                  | Platin                                                                 | 80.000   |
| Österreich (IFPI)            | Gold                                                                   | 7.500    |
| Polen (ZPAV)                 | Platin                                                                 | 20.000   |
| Vereinigtes Königreich (BPI) | Gold                                                                   | 100.000  |
| Insgesamt                    | 2× Gold · 4× Platin ·                                                  | 447.500  |